# Leichtathletik-Weltmeisterschaften 2019/Teilnehmer (Nordkorea)
| Gelbes Symbol für Goldmedaillen mit stilisierten Olympischen Ringen | Graues Symbol für Silbermedaillen mit stilisierten Olympischen Ringen | Braundes Symbol für Bronzemedaillen mit stilisierten Olympischen Ringen |
| ------------------------------------------------------------------- | --------------------------------------------------------------------- | ----------------------------------------------------------------------- |
| —                                                                   | —                                                                     | —                                                                       |

Der Leichtathletikverband von Nordkorea nahm an den Leichtathletik-Weltmeisterschaften 2019 in Doha teil. Drei Athletinnen wurden vom nordkoreanischen Verband nominiert.

## Ergebnisse

### Frauen

#### Laufdisziplinen
| Athletin     | Disziplin | Vorlauf | Vorlauf | Halbfinale | Halbfinale | Finale    | Finale |
| Athletin     | Disziplin | Zeit    | Platz   | Zeit       | Platz      | Zeit      | Platz  |
| ------------ | --------- | ------- | ------- | ---------- | ---------- | --------- | ------ |
| Jo Un-ok     | Marathon  |         |         |            |            | 2:42:23 h | 10     |
| Kim Ji-hyang | Marathon  |         |         |            |            | 2:41:24 h | 08     |
| Ri Kwang-ok  | Marathon  |         |         |            |            | 2:46:16 h | 14     |